# Salzbach (Rhein)
Der Salzbach (lokal auch weiblich: die Salzbach) ist ein auf seinem Namenslauf knapp 6 km, zusammen mit seinem linken Oberlauf Rambach etwa 15 km langer rechter und nordöstlicher Zufluss des Rheins. Er entwässert das Gebiet vom Taunushauptkamm im Norden herab über die Innenstadt von Wiesbaden bis zur Mündung in das Knie des Oberrheins am Südrand der Stadt.
Der Bach führt den Namen Salzbach, weil er den Abfluss der vielen salzhaltigen Thermalquellen des Wiesbadener Quellenviertels aufnimmt.
Entlang des Salzbachs befanden sich zahlreiche Mühlen. Die Gebäude der Hammermühle blieben als einzige erhalten.

## Zuflüsse
Der Salzbach entsteht am Hessischen Staatstheater in der Wiesbadener Innenstadt aus dem Zusammenfluss von Rambach und Schwarzbach, ursprünglich wird er erst ab dem Zusammenfluss mit Kesselbach und Wellritzbach auf Höhe der Luisenstraße so bezeichnet.
Der Rambach fließt vom gleichnamigen Wiesbadener Stadtteil durch Sonnenberg und den Kurpark zum Warmen Damm, ab dem Kurhaus in einem unterirdischen Kanal.
Der Schwarzbach entwässert mit seinem Nebenbach Dambach das Gebiet um den Neroberg sowie den Rabengrund. Auch der Schwarzbach verläuft nach dem Verlassen der Nerotalanlagen unterirdisch unter Taunus- und Wilhelmstraße.
Das Einzugsgebiet des Wellritzbachs und seiner Nebenbäche reicht über die Wiesbadener Innenstadt und Klarenthal nach Nordwesten bis zum Taunushauptkamm. Der unterirdische Kanal für den Wellritzbach ist etwa 2 Kilometer lang und folgt vom Einlauf am Kurt-Schumacher-Ring dem Verlauf der Blücherstraße, Bleichstraße bis zum Platz der Deutschen Einheit, wo er seit 2015 kurz an die Oberfläche geführt wird, wird dann unterirdisch entlang der Schwalbacher Straße und der Luisenstraße bis zur Wilhelmstraße geführt. Unterwegs fließt der Wellritzbach mit dem Kesselbach zusammen, der von den Walkmühltalanlagen an in einem 1,3 Kilometer langen Kanal unter der Albrecht-Dürer-Straße, dem Dürerplatz, der Seerobenstraße, dem Sedanplatz und dem Bismarckring verläuft.

## Salzbachkanal
Der Salzbachkanal wurde zwischen 1900 und 1907 nach den Plänen des Ingenieurs Josef Brix (1859–1943) im Untergrund der Wiesbadener Innenstadt für die Salzbach und die anderen Gewässer geschaffen, die ihm dort zufließen. Das nach damals modernsten Erkenntnissen entworfene Kanalsystem mit seinen Zuläufen und Abzweigungen gilt als Meisterwerk der Ingenieurbaukunst und des zeitgenössischen Handwerks und ist Kulturdenkmal nach dem hessischen Denkmalschutzgesetz aus technischen, geschichtlichen und künstlerischen Gründen. Der Kanal besteht als Tunnelgewölbe aus massivem Ziegelmauerwerk mit dick glasierten und besonders korrosionsbeständigen hart gebrannten Verblendziegeln. Er war von Anfang an mit elektrischem Licht ausgestattet. Parallel verläuft eine wichtige Abwasserleitung zum Hauptklärwerk oberhalb der Hammermühle.
Zunächst werden auf Höhe des Hessischen Staatstheaters Rambach und Schwarzbach unterirdisch zusammengeführt. Beim Bau des Kanals befand sich an der Kreuzung mit der Luisenstraße die Einmündung einer Spülwasserleitung, durch die bei Niedrigwasser das Wasser von Wellritz- und Kesselbach zugeführt wurde. Bei starkem Wasserfluss wurde deren Wasser am Faulbachkanal über einen Überlauf in einen zweiten Kanal geführt, der an der Friedrichstraße in den Abwasserkanal mündet. Ursprünglich wurde der Name „Salzbachkanal“ erst ab dem Vereinigungspunkt der vier Bäche verwendet, heute wird damit auch der gesamte Kanal ab dem Zusammenfluss von Schwarzbach und Rambach bezeichnet. Etwa auf gleicher Höhe nimmt der Kanal den Abfluss eines Teichs im Park „Warmer Damm“ auf.
Die Spülleitungen für das Wasser von Wellritz- und Kesselbach wurden ursprünglich genutzt, um deren Wasser für die Kanalspülung zu verwenden. Später wurden sie außer Betrieb genommen und das Wasser dem parallel zum Salzbachkanal verlaufenden Abwasserkanal zugeführt. Um das Klärwerk zu entlasten und die Bäche teilweise oberirdisch führen zu können, wie am Platz der Deutschen Einheit, wurden diese Spülleitungen in den 2010er-Jahren saniert und teilweise ergänzt. Seitdem fließt das Wasser der beiden Bäche wieder in Höhe der Luisenstraße in den Salzbachkanal.
Der Verlauf der Kanäle folgt nicht mehr den ursprünglichen Gewässerläufen, sondern ist nach den Bedürfnissen der Bauplanung begradigt worden. Von der Kreuzung der Frankfurter Straße mit der Kleinen Wilhelmstraße läuft der Kanal unter der Wilhelmstraße und der Friedrich-Ebert-Allee hindurch nach Süden seinem Auslass hinter dem Theodor-Heuss-Ring zu. Er tritt dort westlich der zum Hauptbahnhof Wiesbaden führenden Gleise zu Tage.
Bei Starkregen ist der Salzbachkanal bis zur Decke mit Wasser gefüllt. Jedoch kann er nicht immer das aufkommende Wasser fassen: So wurde am 28. März 1999 das Kurhaus, das wie ein Sperrriegel am Ende des Rambachtals liegt, nach einem Unwetter überschwemmt, als das Bachbett und der Einlauf in den unterirdischen Kanal die Wassermassen nicht mehr fassen konnten. Auch im Umfeld des Hauptbahnhofs, dem am tiefsten gelegenen Teil der Innenstadt, kann die Kanalisation bei heftigen Unwettern die Regenmengen nicht immer fassen, wodurch es hier zu Überschwemmungen kommt.

### Öffentliche Führungen
Ursprünglich hatte der Salzbachkanal auf der Ostseite des Hauptbahnhofes einen Besuchereingang für geführte Besichtigungen; der Kanal liegt hier sieben Meter unter dem Straßenniveau.
Die ELW bieten regelmäßig öffentliche Führungen an. Dafür wird ein Zugang in der Wilhelmstraße vor der Villa Clementine gegenüber der Einmündung des Wellritzbaches genutzt.

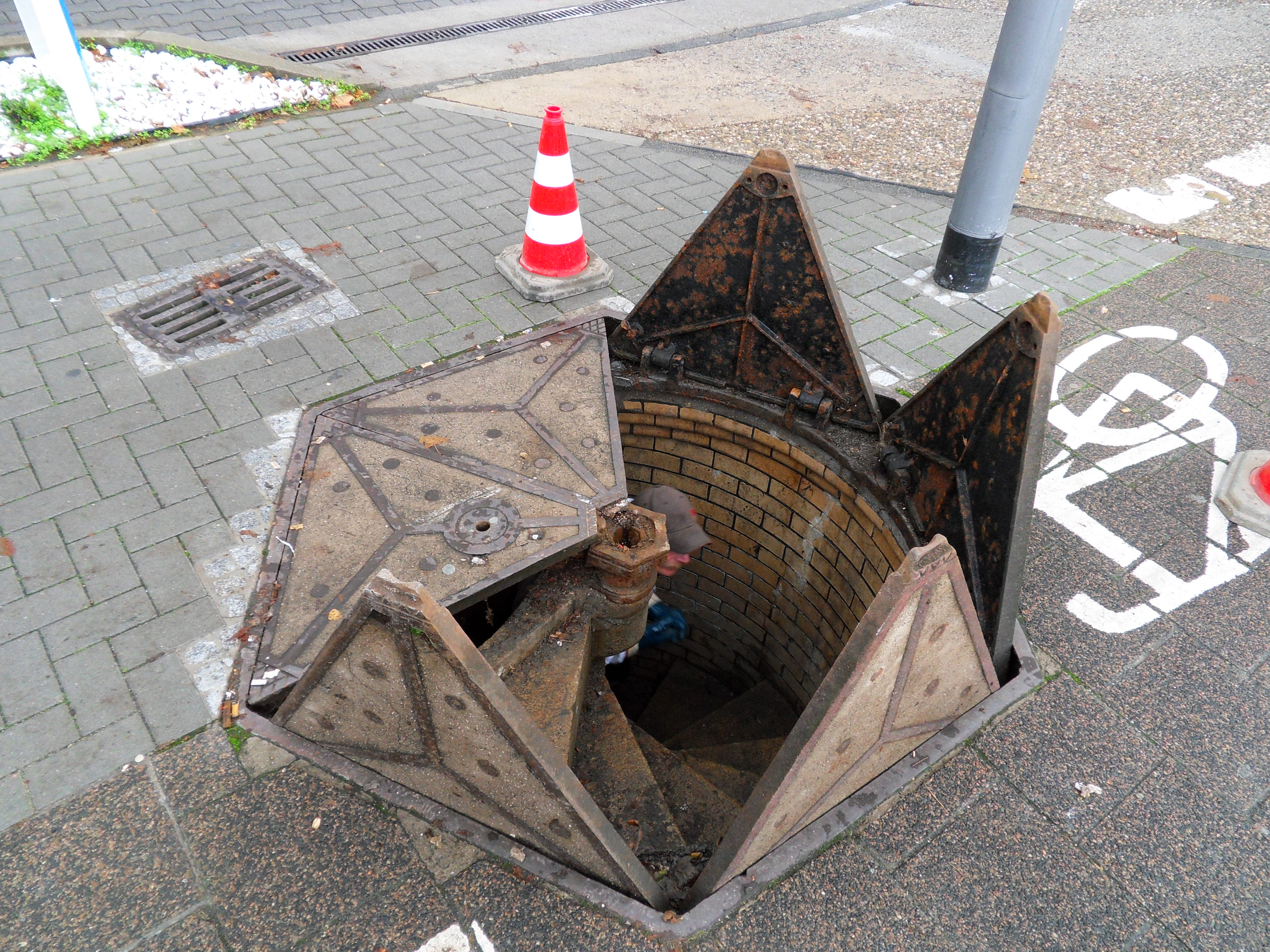
Typische Einstiegsöffnung mit Wendeltreppe zum Salzbachkanal am Gustav-Stresemann-Ring
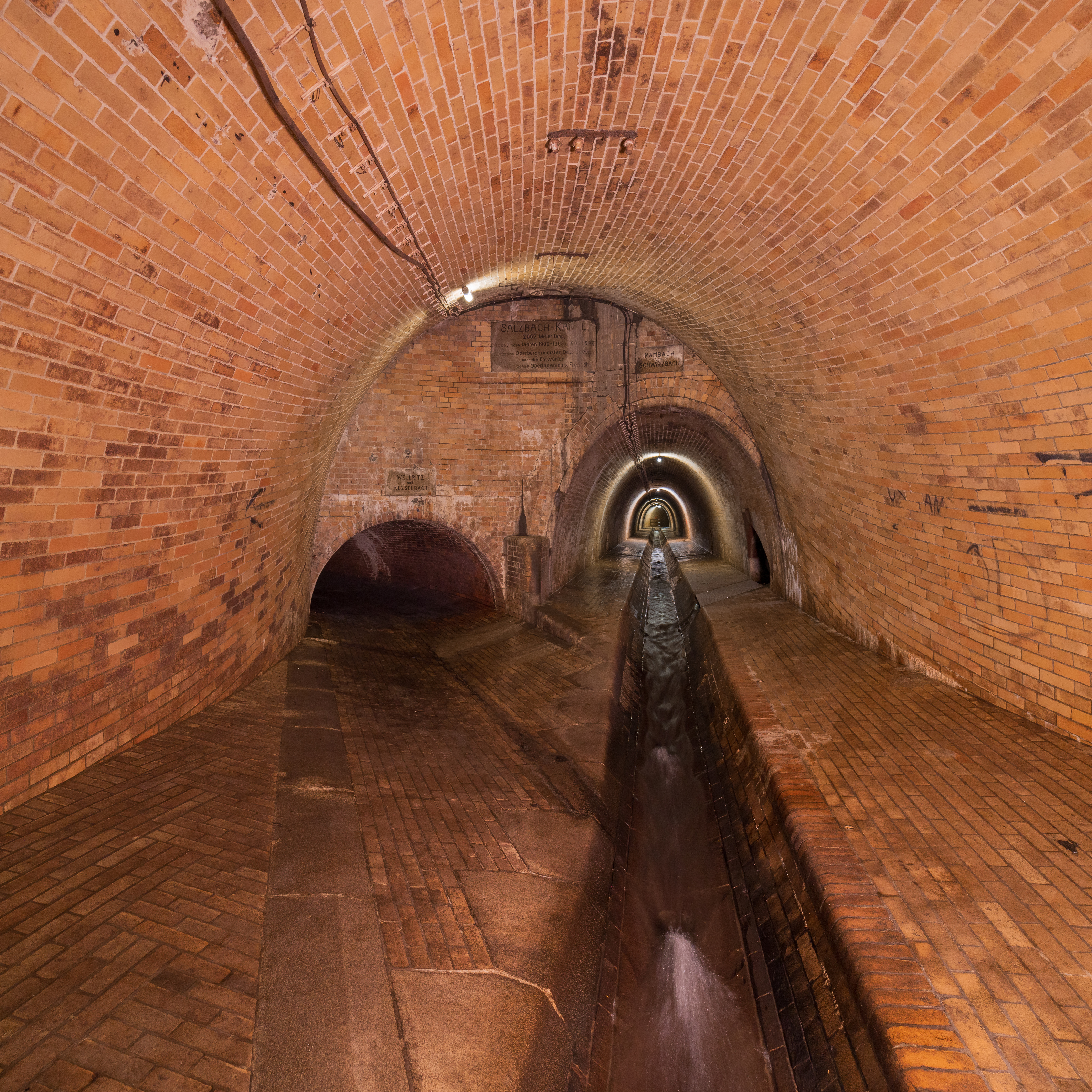
Die unterirdische Einmündung von Wellritz- und Kesselbach
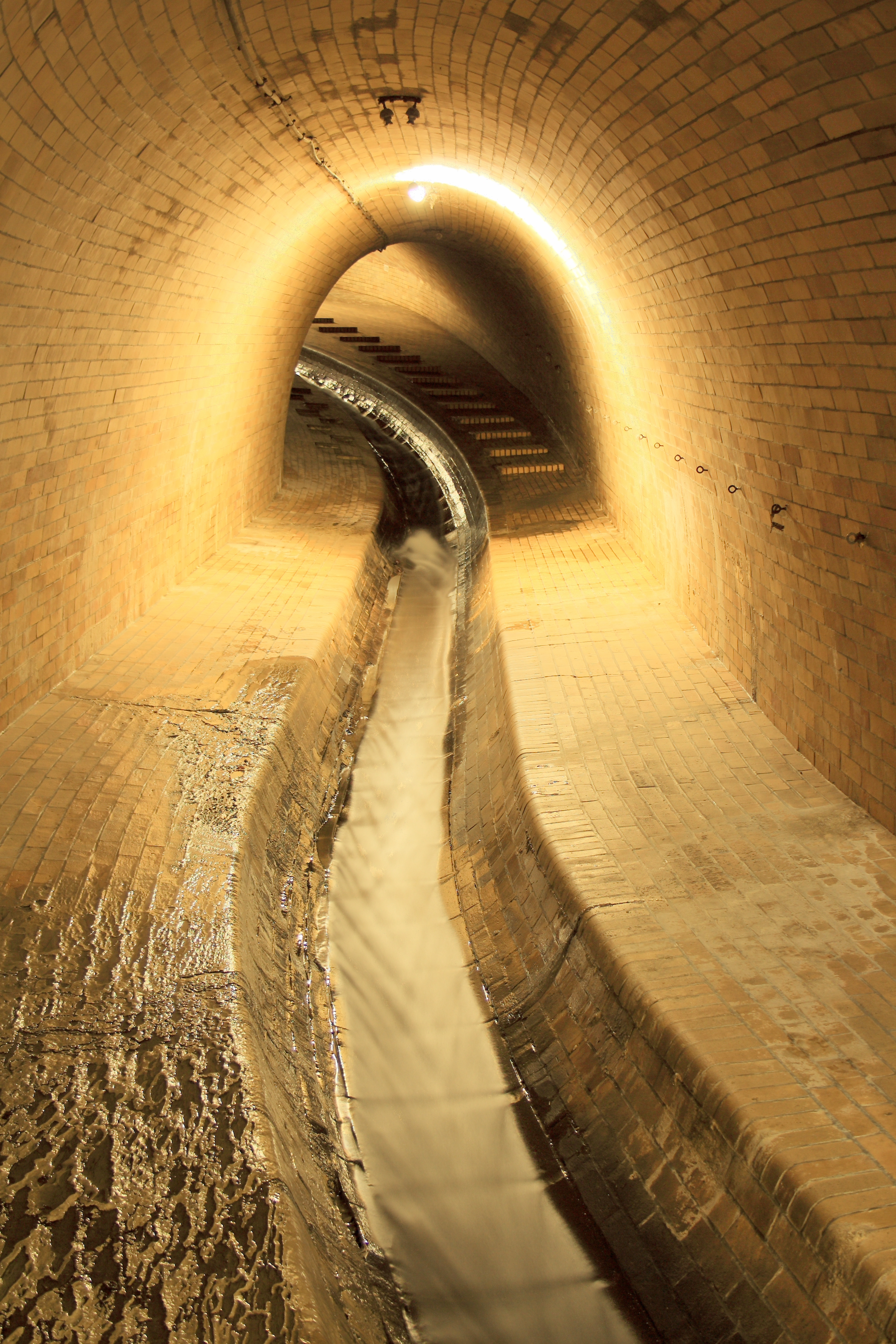
Der Kanal oberhalb der Wellritzmündung
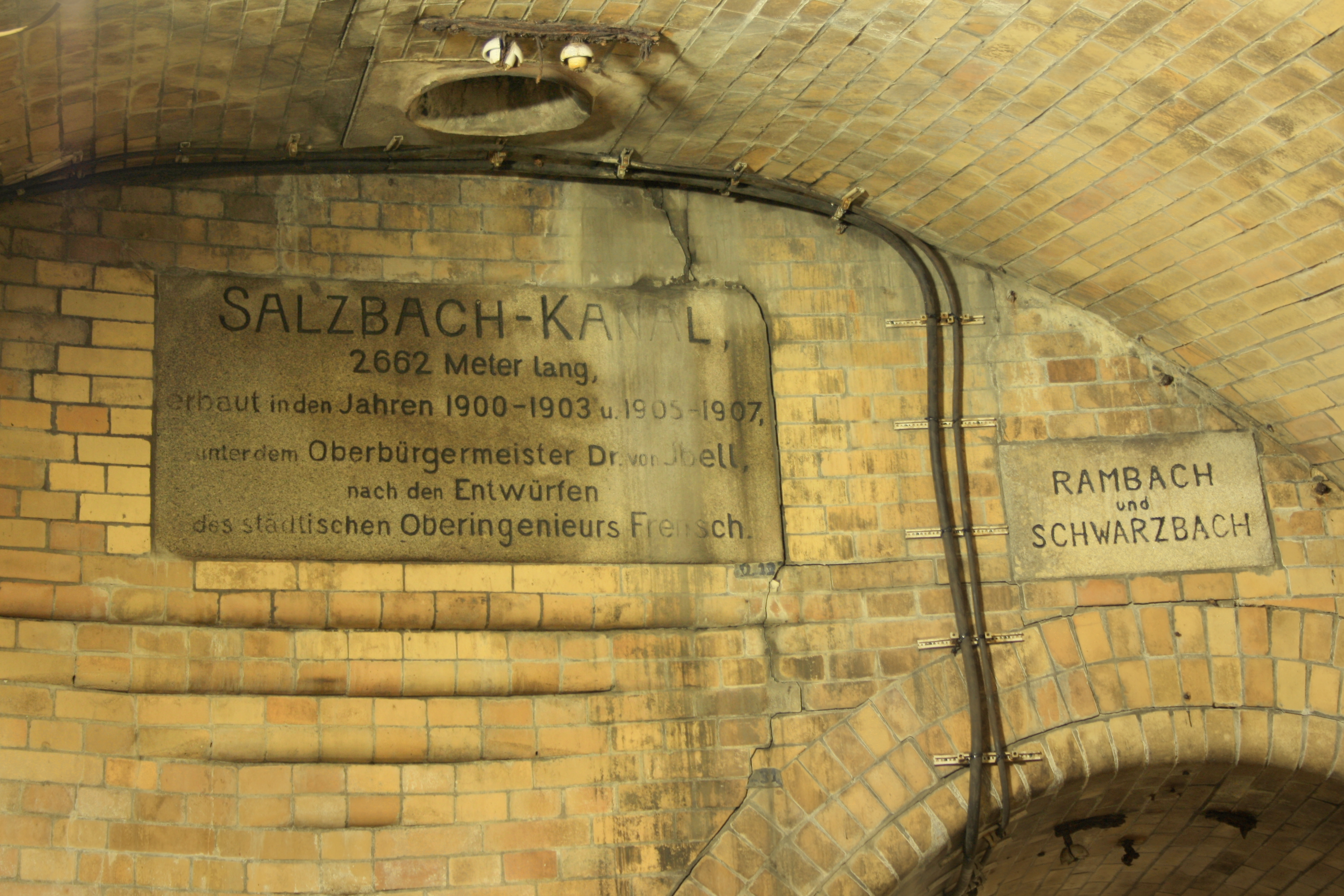
Inschrift an der Wellritzmündung

## Unterhalb des Kanals

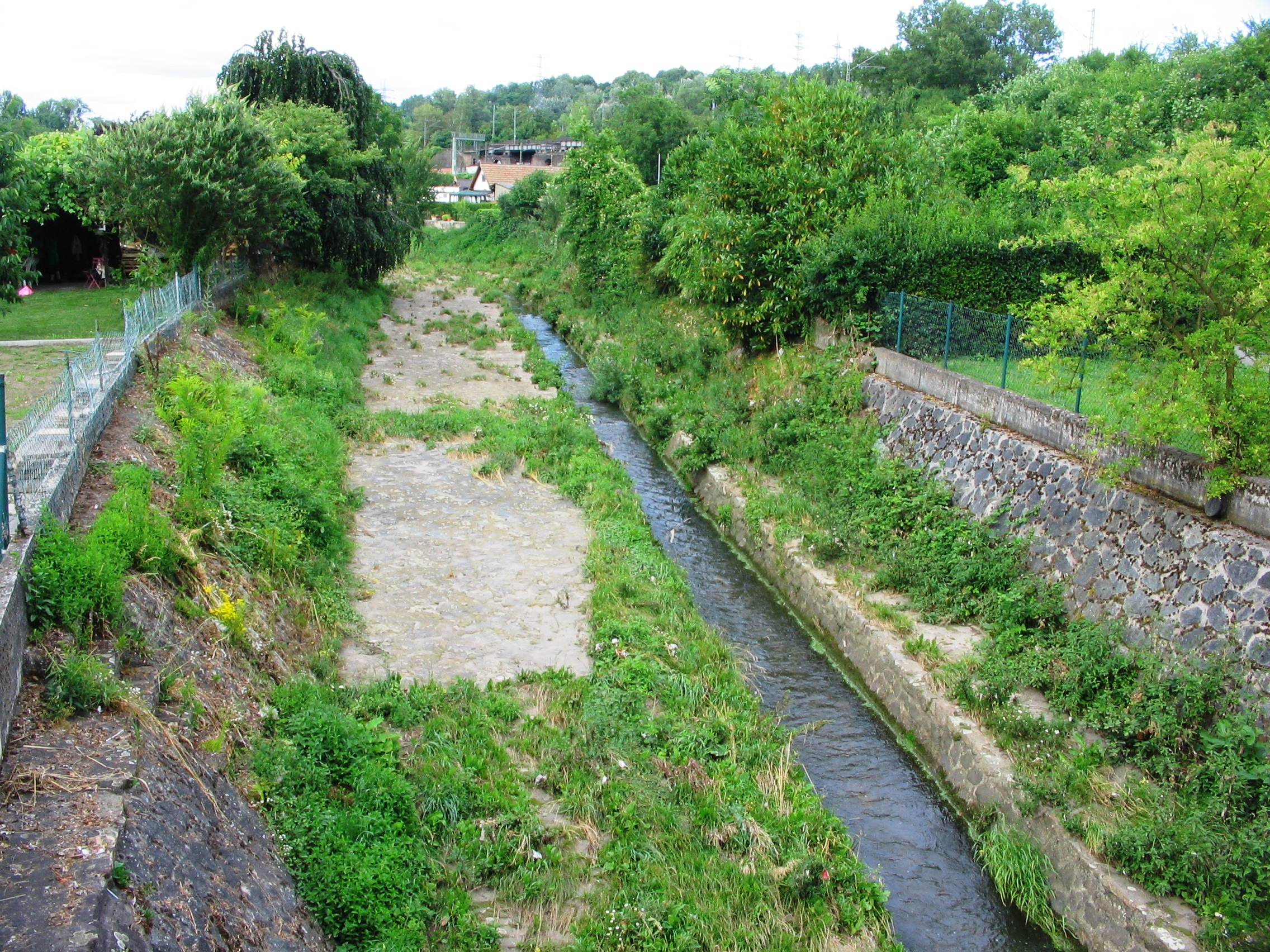
Salzbach kurz oberhalb des Wiesbadener Gleisdreiecks, Blick nach Norden

Südlich des Theodor-Heuss-Ringes wurde der Salzbach ein gemauertes Kanalbett gegeben, das die schnelle Ableitung auch großer Mengen Oberflächenwasser aus der Innenstadt nach einem Starkregen gewährleisten soll.
Unterhalb der Kläranlage und in Höhe der 300 Meter langen Salzbachtalbrücke der Bundesautobahn 66 nimmt die Salzbach ihren längsten Zufluss auf, den Wäschbach. Dieser ist zugleich der einzige Zufluss unterhalb der Wiesbadener Innenstadt. Durch den Industriepark Kalle-Albert wird die Salzbach wiederum unterirdisch geleitet und mündet an der Grenze zwischen Biebrich und Mainz-Amöneburg in den Rhein bei Strom-Kilometer 502, gegenüber dem unteren Ende der Petersaue.